# Clemens-Galerien
Die Clemens-Galerien sind ein Einkaufszentrum in Solingen. Es war nach dem Bachtor-Centrum das zweite Einkaufszentrum in der Innenstadt und liegt am Mühlenplatz unmittelbar an der oberen Hauptstraße, der Fußgängerzone in Solingen-Mitte. Im Zuge der Erbauung wurden auch der Mühlenplatz sowie einige Straßen und Straßenverläufe umgestaltet. Ihren Namen haben die Galerien von der gegenüberliegenden katholischen Kirche St. Clemens.

## Lage und Beschreibung
Die Clemens-Galerien befinden sich am Mühlenplatz, dem nördlichen Beginn der Fußgängerzone in der Solinger Innenstadt. Das Einkaufszentrum besteht aus drei Baukörpern, die L-förmig zwischen Mummstraße, Kölner Straße, Hauptstraße und Goerdelerstraße angeordnet sind. In der Mitte befindet sich ein zur Clemenskirche hin geöffneter ovaler Platz, auf dem Volksfeste und Märkte abgehalten werden und Außengastronomie möglich ist. Die einzelnen Baukörper sind mittels Stahl-Glas-Konstruktionen in Form von Galerien miteinander verbunden, die Durchgänge sind dabei nach außen hin nicht verschlossen. Eine Stahl-Glas-Brücke über die Kölner Straße ermöglichte den Zugang zu dem 2019 geschlossenen Kaufhof-Warenhaus im Nachbargebäude über das erste Obergeschoss.
Die Clemens-Galerien verfügen über eine Verkaufs- beziehungsweise Nutzungsfläche von über 16.000 Quadratmetern. Zu den Ankermietern zählen unter anderem die Stadtbibliothek Solingen, die Volkshochschule, das Multiplex-Kino Das Lumen, Alex Gaststätten, das Fitnessstudio McFit sowie Intersport Borgmann.

## Geschichte

### Vorgeschichte, Bau und Eröffnung

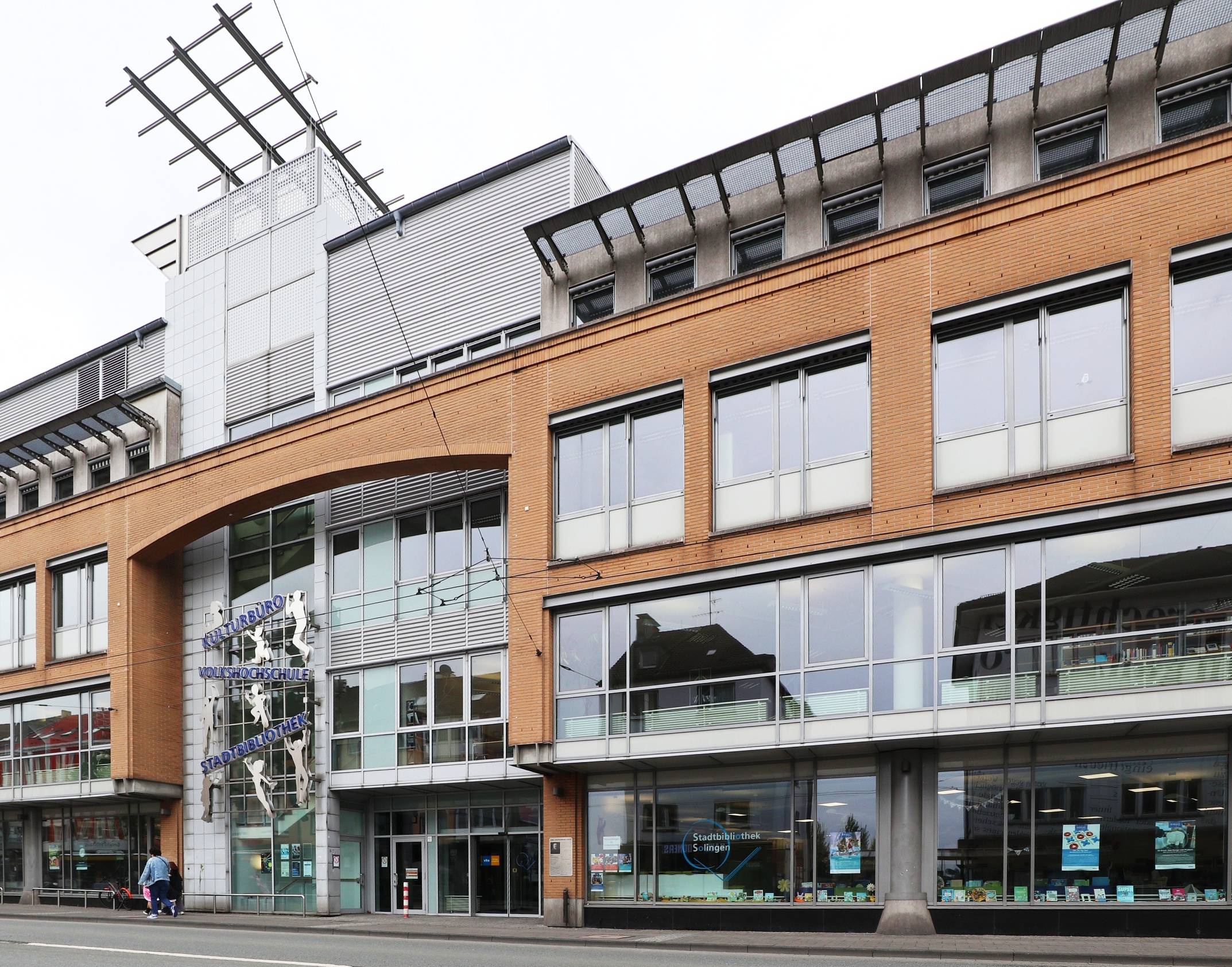
Die 2000 eröffnete Stadtbibliothek Solingen im Emil-Kronenberg-Haus, einem Teilbau der Clemens-Galerien

Über den Mühlenplatz wurde nach Umgestaltung 1966 die zentrale vierspurige Straße durch die Solinger Innenstadt geführt, er blieb ansonsten nach den Zerstörungen durch die Luftangriffe auf Solingen überwiegend unbebaut. Die Stadt Solingen plante bereits Mitte der 1970er Jahre eine Umgestaltung des Mühlenplatzes und die Etablierung einer neuen Mitte für die Solinger Innenstadt. Dieses Projekt wurde jedoch zunächst nicht weiter forciert. Erst im November 1993 begann die politische Diskussion um eine Neugestaltung des Mühlenplatzes sowie die Errichtung eines ersten größeren Einkaufszentrums, die sich über mehrere Jahre hinzog.:76
Mit der Multi Development Corporation (MDC) aus Düsseldorf wurde im Jahre 1996 ein Investor für das Bauprojekt gefunden. Die Stadt Solingen unterstützte die Planung mit einem günstigen Baugrundstück sowie der Zusage, 6.500 m² des neuen Einkaufszentrums durch die Stadtbibliothek sowie die Volkshochschule zu nutzen. Dafür investierte die Stadt rund 32 Mio. Mark. Im Jahre 1997 begannen die Arbeiten für den Bau der Tiefgarage, die von der Cronenberger Straße aus angebunden war. Die Grundsteinlegung für das Einkaufszentrum erfolgte am 4. Februar 1998. Für den Bau mussten die beiden Brunnen abgebrochen, die Gouda-Plastik umgesetzt und zahlreiche alte Bäume gefällt werden. Bei einer Razzia wegen Schwarzarbeit am 30. Juni 1998 wurden bei 57 Arbeitern Verstöße gegen die Vorschriften festgestellt. Bei Tiefbauarbeiten wurde eine Fliegerbombe aus dem Zweiten Weltkrieg gefunden und diese am 7. Oktober 1998 entschärft. Im Juni 1999 drehte RTL für die Serie Der Clown einen Tag auf der Baustelle.
Die Bauarbeiten wurden im Frühjahr des Jahres 2000 fertiggestellt, die Clemens-Galerien wurden am 27. April 2000 feierlich eröffnet.:76 Zu den Mietern bei der Eröffnung gehört die Santex mit ihrer ersten Filiale in Deutschland sowie Deichmann, Roland, Parfümerie Douglas, Makro-Markt und das Multiplex-Kino CinemaxX, es verfügte bei Eröffnung über sieben Kinosäle. Neben insgesamt über 50 Geschäften, der Stadtbibliothek und eines Standortes der Volkshochschule eröffnete die Stadt Solingen in den Clemens-Galerien auch ein Bürgerbüro. Die Immobilie wurde – wie geplant – nach der Fertigstellung an die deutsche Gesellschaft für Immobilienfonds (DEGI) verkauft, eine hundertprozentige Tochter der Allianz. Zeitgleich zur Eröffnung wurde die Werbegemeinschaft Clemens-Galerien gegründet.

### Eigentümerwechsel und Umsatzrückgänge
2006 wurden die Clemens-Galerien an die Dawnay Day Property Investment GmbH veräußert und danach weiter an die holländische DDT Solingen B.V. verkauft. Das CinemaxX-Kino wurde bereits 2004 von der CinemaxX-Kette erworben und in ein inhabergeführtes Kino umgewandelt, jedoch zunächst unter demselben Namen weitergeführt. Im August 2016 erfolgte die Umbenennung des Kinos in Das Lumen.
Im Jahre 2013 eröffnete nur 300 m von den Clemens-Galerien entfernt der Hofgarten Solingen, ein weiteres Einkaufszentrum mit 29.000 m² Verkaufsfläche. Dies führte zu Umsatzrückgängen und Geschäftsschließungen. 2014 erwarb die CR Investment Management aus Düsseldorf die Galerien. Es war geplant, die Galerien als sogenanntes MyUrbanOutlet-Center im Herbst 2016 neu zu eröffnen. Für dieses Projekt wurde fast allen verbliebenen Mietern gekündigt. Die Eröffnung des geplanten Outlet-Centers wurde jedoch immer wieder verschoben und letztlich aufgegeben, da die Suche nach neuen Ankermietern erfolglos verlaufen war.

### Vergrößerung und neue Mieter
Im Jahr 2017 wurden die Galerien um zwei angrenzende Filialen von Peek & Cloppenburg (P&C) und Kaufhof erweitert. Inzwischen wurden die Clemens-Galerien an die Immobilien Solingen Projektgesellschaft mbH mit Sitz in Frankfurt übertragen, Geschäftsführer ist Jochen Stahl. Mit Tedi, KiK, Rossmann, Intersport und zwei Gastronomiebetrieben konnten neue Mieter gefunden werden.
Nach der Schließung des Kaufhof-Warenhauses im Jahr 2019 und der Schließung der P&C-Filiale im Dezember 2020 ist der Abriss der angrenzenden Gebäude geplant, damit von den Clemens-Galerien zukünftig ein direkter Zugang zum südlich gelegenen Fronhof besteht. An der Stelle der abgerissenen Geschäftsgebäude soll ein modernes Wohn- und Geschäftshaus entstehen. Während der Corona-Pandemie im Jahr 2021 wird das ehemalige Kaufhof-Warenhaus als Impfzentrum genutzt.